# Christoph Blanck
Christoph Blanck (auch: Blank, Plancus; * um 1480 in Ulm; † 19. März 1541 in Wittenberg) war ein deutscher Rechtsgelehrter.

## Leben
Blanck immatrikulierte sich am 9. März 1499 an der Universität Tübingen, wechselte 1501 an die Universität Wien, ging am 16. Juni 1502 an die Universität Ingolstadt und im Wintersemester 1504/05 an die Universität Wittenberg. Hier lernte er Christoph von Scheurl kennen, der ihn auch finanziell unterstützte. Er  erwarb sich am 5. November 1515 den Grad eines Lizentiaten der Rechte und übernahm ein Lehramt an der juristischen Fakultät. Am 29. September 1516 wurde er deren Dekan und Prokurator im kleinen Chor der Wittenberger Schlosskirche.
Als in der Folge der Wittenberger Bewegung 1524 die Pfründen der Scholastiker an der Wittenberger Schlosskirche aufgelöst wurden, setzte bei ihm ein Gesinnungswechsel zur lutherischen Interpretation des Glaubens ein. Daher beteiligte er sich auch an den durchzuführenden Reformen der Wittenberger Akademie,  übernahm im Oktober 1525 die Vermögensverwaltung der Schlosskirche und wurde im Sommersemester 1531 Rektor der Universität und 1536 Vermögensverwalter der Wittenberger Akademie. Die Finanzen verwaltete er bis zu seinem am 2. Mai 1540 angetretenen Ruhestand. Er starb an den Folgen einer  fehlerhaften Diät während einer fiebrigen Erkrankung. Blanck war häufig bei den Tafelrunden Martin Luthers zugegen, und selbst nach seinem Tod rühmte ihn Philipp Melanchthon nach als „amicus noster“.